# Daddy's Groove
Daddy's Groove est un groupe de disc jockeys et producteurs italiens, composé de Carlo Grieco  et Peppe Folliero. 
Formé en 2006, le duo signe de nombreuses productions à succès, la plupart sur le label néerlandais Spinnin' Records. Stellar (avec Rob Adams) atteint la 2e place du top 100 sur Beatport, et le clip vidéo dépasse rapidement les deux millions de vues. Plusieurs versions remixées par Martin Garrix, TV Noise ou A-Lab, sont sorties peu après.

## Discographie partielle[4]

### Singles
- 2012 : P.I.M.P. [Azuli Records]
- 2013 : Stellar [Spinnin Records]
- 2013 : Hurricane [DOORN (Spinnin)]
- 2013 : Vertigo (avec Cryogenix) [Jack Back Records]
- 2013 : Tilt (avec Cryogenix) [Spinnin Records]
- 2013 : Walking On Air (avec Dino) [Spinnin Records]
- 2013 : Unbelievable (avec Rob Adans) [DOORN (Spinnin)]
- 2013 : Surrender [Jack Back Records]
- 2014 : Miners [Ultra]
- 2014 : Big Love to The Bass (avec Nari and Milani) [Ultra]
- 2014 : Blackout (avec Cryogenix) [Ultra]
- 2014 : Pulse [Ultra]
- 2015 : Pros & ICons [Dim Mak Records]
- 2015 : Black Sun (avec Congorock) [Ultra]
- 2015 : Where I Belong [Ultra]
- 2015 : Stay True (avec Jaxx Da Fishworks)  [Sosumi]
- 2016 : WOW (avec Mindshake) [Doorn Records]
- 2016 : Back To 94 [Spinnin' Records]
- 2016 : Tribe (avec Steve Biko) [Doorn Records]
- 2016 : Scratchin (avec Promise land) [Doorn Records]
- 2016 : Burning (avec Bob Sinclar) [Spinnin Records]
- 2016 : Street LIfe (avec Kryder) [Cartel  Recordings]
- 2017 : Railgun (avec Tom Staar) [Doorn Records]
- 2017 : Basement [Doorn Records]
- 2018 : Latido (avec Ferdy) [Spinnin Records]
- 2018 : Free (avec Bottai) [Armada]
- 2018 : Bvulgari [SPRS]

### Remixes
- 2012 : Cryogenix - Fire Like This (Daddy's Groove Re-beats) [Spinnin Records]
- 2012 : Walk With Me (Axwell vs. Daddy's Groove Remix)  [Axtone]
- 2013 : David Guetta, Ludacris, Usher - Rest Of My Life (Daddy's Groove Remix) [Def Jam]
- 2013 : Dino, Meck - So Strong (Daddy's Groove & Cryogenix Remix) [Frenetic Music]
- 2013 : Benny Benassi, John Legend - Dance the Pain Away (Daddy's Groove Remix) [Ultra]
- 2014 : Miguel Verdolva - O Superman (Daddy's Groove & Cryogenix Remix) [d:vision]
- 2014 : Dirty Vegas - Setting Sun (Daddy's Groove & Heymen Remix) [d:vision]
- 2014 : Mindshake - Back (Daddy's Groove Rework) [Spinnin Records]